# Johan Gustaf Flodin
Johan Gustaf Flodin, född 18 januari 1741 i Torshälla, död den 4 januari 1808 i Västerås, var svensk biskop. Hans föräldrar var handelsmannen Peter Flodin från Floda i Södermanland och Kristina Katarina Hedberg. Han gifte sig 1775 med Ulrika Sofia Schröderheim.
Flodin blev 1759 student vid Uppsala universitet, 1764 filosofie magister och 1766 docent i grekiska. 1767 prästvigdes han, blev samma år adjunkt hos pastorn i Storkyrkoförsamlingen i Stockholm och utnämndes 1771 till hovpredikant. 
Följande år höll han i Storkyrkan, med anledning av den lyckligt genomförda regementsförändringen, en predikan, som fäste Gustav III:s uppmärksamhet vid honom och beredde honom en extra present av hundra dukater ur konungens handkassa. 
När Adolf Fredriks församling 1773 skildes från Klara, blev Flodin dess förste kyrkoherde och erhöll 1782 Solna till prebende. 1786 utnämndes han till pastor primarius. 
1786-94 var han lärare i kristendom för kronprins Gustav Adolf. 1792 utnämndes Flodin till överhovpredikant och confessionarius, 1794 till ordensbiskop i survivans och 1800 till biskop över Västerås stift. 
1793 blev han ledamot och sedermera ordförande i Ecklesiastikkommittén, bevistade riksdagarna 1786, 1789, 1792 och 1800 samt var under en längre tid fullmäktig i Riksens ständers bank. Sedan 1779 var Flodin teologie doktor. 1799 upphöjdes hans barn i adligt stånd, med namnet af Flodin.
Som biskop levde Flodin, enligt vad som berättas, i stillhet, ”styrde fridsamt i domkapitlet, var uppmärksam på läroverket och umgicks förtroligt med sina prester”. Han beskrivs såsom en man av ”stark tro, alltid lugn själ och med behag blandad värdighet” samt var en av samtiden värderad predikant. 
För åtskilliga av sina hastiga befordringar torde han ha haft mycket att tacka inflytelserika släktingar (särskilt svågern Elis Schröderheim). Såsom Gustaf Adolfs religionslärare utövade Flodin genom sin varma, något pietistiska religiositet ett starkt, ehuru måhända ej alltid lyckligt inflytande. 
Flodins skrifter utgörs huvudsakligen av predikningar och religiösa tal.
Hans dotter Margareta Ulrika gifte sig 1797 med militären Georg Gedda.